# ブリュッセル・サイクリング・クラシック
ブリュッセル・サイクリング・クラシック (Brussels Cycling Classic)は、1893年に創設されたロードレースのワンデーレース。現在はUCIプロシリーズのレースとして位置づけられているが、「セミ・クラシックレース」と呼ばれたレースの一つである。2012年までは長らくパリ〜ブリュッセル（Paris-Brussels）というレース名であった。

## 概要
1893年に創設された伝統のあるレースの1つである。当初はパリ〜ルーベやヘント〜ウェヴェルヘムといったクラシックレース直後の4月下旬に行われていたが、1966年から同時期にオランダでアムステルゴールドレースが開催されるようになると、当大会の価値が低下。このため1967年から1972年にかけては開催されなかった。
1973年から開催時期をパリ〜ツール前の9月下旬に変更して再開。しかし、ブエルタ・ア・エスパーニャの開催が9月に移行したことに伴って再びレースの相対的な価値の低下に悩まされている。
2012年までは、レースのスタート地点はパリの北東85kmにあるピカルディ地域圏のソワソンに設定されていた。2013年以降はブリュッセルがスタート地点となり、ベルギー国内のみでのコース設定となっている。コースは概ね平坦基調だが、レース後半になるにつれて数多く登場する石畳の急坂が選手を苦しませる。また、ゴール地点はブリュッセルのコンスタン・ヴァンデン・ストックスタディオン（RSCアンデルレヒトのホームスタジアム）近くに設定されることが多い。
ロビー・マキュアンが、2005年大会から4連覇を達成するなど、最多の5回の優勝を記録している。